# Cyperus vaginatus
Cyperus vaginatus är en halvgräsart som beskrevs av Robert Brown. Cyperus vaginatus ingår i släktet papyrusar, och familjen halvgräs. Inga underarter finns listade i Catalogue of Life.